# Schoenocaulon macrocarpum
Schoenocaulon macrocarpum är en nysrotsväxtart som beskrevs av Brinker. Schoenocaulon macrocarpum ingår i släktet Schoenocaulon och familjen nysrotsväxter. Inga underarter finns listade.